# Skup (powiat ełcki)
Skup (niem. Felsenhof) – osada w Polsce położona w województwie warmińsko-mazurskim, w powiecie ełckim, w gminie Ełk.
W latach 1975–1998 miejscowość administracyjnie należała do województwa suwalskiego.
W miejscowości brak zabudowy.